# Scatter the Rats
Scatter the Rats è un album in studio del gruppo musicale statunitense L7, pubblicato nel 2019.

## Il disco
Il disco è stato il primo pubblicato dopo la reunion del gruppo femminile, avvenuta nel 2014. Il precedente disco del gruppo è rappresentato dalla raccolta The Slash Years, pubblicata quasi venti anni prima.
L'album è stato registrato con i produttori Norm Block e Nick Launay a Los Angeles (California).

## Tracce
1. Burn Baby – 2:31 (Donita Sparks)
2. Fighting the Crave – 3:22 (Suzi Gardner, Sparks)
3. Proto Prototype – 3:12 (Gardner, Sparks)
4. Stadium West – 3:43 (Sparks)
5. Murky Water Cafe – 4:00 (Gardner)
6. Ouija Board Lies – 2:59 (Sparks)
7. Garbage Truck – 2:27 (Jennifer Finch)
8. Holding Pattern – 3:06 (Sparks)
9. Uppin' the Ice – 3:33 (Sparks)
10. Cool About Easy – 3:22 (Gardner)
11. Scatter the Rats – 4:27 (Finch, Gardner, Demetra Plakas, Sparks)

## Formazione
- Jennifer Finch – basso, voce
- Suzi Gardner – chitarra, voce
- Demetra Plakas – batteria, voce
- Donita Sparks – voce, chitarra